# Killing Romance
Killing Romance – singiel wydany 16 czerwca 2004 roku wyłącznie w Finlandii przez grupę For My Pain... Tytułowy utwór dotarł na 7 miejsce fińskiej Listy Przebojów.

## Utwory
1. Killing Romance - 4:18
2. Joutsenlaulu (cover Yö) - 5:37
3. Too Sad to Live - 5:05